# Kalmeshwar
Kalmeshwar är en ort i Indien.   Den ligger i distriktet Nagpur och delstaten Maharashtra, i den centrala delen av landet, 800 km söder om huvudstaden New Delhi. Kalmeshwar ligger 334 meter över havet och antalet invånare är 19 386.
Terrängen runt Kalmeshwar är platt. Runt Kalmeshwar är det mycket tätbefolkat, med 3 623 invånare per kvadratkilometer. Närmaste större samhälle är Nagpur, 19,6 km sydost om Kalmeshwar. Trakten runt Kalmeshwar består till största delen av jordbruksmark.